# 土肥寛昌
土肥 寛昌（どひ ひろあき、1990年11月16日 - ）は、埼玉県さいたま市南区出身の元プロ野球選手（投手）。右投両打。
元プロ野球選手の土肥義弘は、再従兄にあたる。

## 経歴

### プロ入り前
埼玉栄高3年夏は南埼玉大会でベスト8。大学では1年上に藤岡貴裕がいて、リーグ通算16試合0勝1敗、防御率3.07。社会人では2年目の都市対抗野球で2試合先発した。
2014年10月23日、ドラフト会議にて東京ヤクルトスワローズから6位指名受け、11月12日、契約金3000万円、年俸800万円で仮契約を結んだ。背番号は45。　

### プロ入り後
2015年は、一軍での登板はなかった。
2016年は、4試合に登板したが防御率8点台に終わる。
2017年は、4試合に登板し防御率3.60を記録したが、10月3日に戦力外通告を受け、現役を引退した。

### 現役引退後
2018年に三井不動産レジデンシャルリースに入社。RBA野球大会に参加する同社の軟式野球チームに加入している。同年の第30回RBA野球大会は準決勝で肩を痛めて戦線離脱したものの、チームは初の日曜ブロック優勝を飾った。

## 詳細情報

### 年度別投手成績
| 年 度    | 球 団    | 登 板 | 先 発 | 完 投 | 完 封 | 無 四 球 | 勝 利 | 敗 戦 | セ 丨 ブ | ホ 丨 ル ド | 勝 率 | 打 者 | 投 球 回 | 被 安 打 | 被 本 塁 打 | 与 四 球 | 敬 遠 | 与 死 球 | 奪 三 振 | 暴 投 | ボ 丨 ク | 失 点 | 自 責 点 | 防 御 率 | W H I P |
| -------- | -------- | ----- | ----- | ----- | ----- | -------- | ----- | ----- | -------- | ----------- | ----- | ----- | -------- | -------- | ----------- | -------- | ----- | -------- | -------- | ----- | -------- | ----- | -------- | -------- | ------- |
| 2016     | ヤクルト | 4     | 0     | 0     | 0     | 0        | 0     | 0     | 0        | 0           | ----  | 28    | 5.1      | 8        | 0           | 4        | 0     | 1        | 5        | 0     | 0        | 5     | 5        | 8.44     | 2.25    |
| 2017     | ヤクルト | 4     | 0     | 0     | 0     | 0        | 0     | 0     | 0        | 0           | ----  | 23    | 5.0      | 5        | 1           | 2        | 0     | 0        | 6        | 1     | 0        | 2     | 2        | 3.60     | 1.40    |
| NPB：2年 | NPB：2年 | 8     | 0     | 0     | 0     | 0        | 0     | 0     | 0        | 0           | ----  | 51    | 10.1     | 13       | 1           | 6        | 0     | 1        | 11       | 1     | 0        | 7     | 7        | 6.10     | 1.85    |

### 記録
- 初登板：2016年6月29日、対広島東洋カープ13回戦（MAZDA Zoom-Zoom スタジアム広島）、7回裏に4番手で登板、1回無失点
- 初奪三振：2016年7月30日、対読売ジャイアンツ16回戦（東京ドーム）、6回裏に橋本到から空振り三振

### 背番号
- 45 （2015年 - 2017年）